# Renfe série 12000
La série 12000 de la Renfe regroupe des voitures de chemin de fer issues de la transformation, à partir de 1987, d'anciennes voitures de la série 8000 de type UIC-X à l'exception des voitures-restaurant R12-12950 qui proviennent de la modernisation d'anciennes voitures CIWL.

## Description
Cette série compte 298 voitures d'origine 8000 et 5 anciennes voitures CIWL. Si la plupart des voitures restent à compartiments, les A12tv-12.000 optent pour un aménagement en 2 salles à allée centrale et une disposition séquentielle de 2+2 fauteuils par rangée.
Le déclin de la série s'est engagé à partir de 1997 du fait de la réduction des services Estrella, en commençant par les voitures à bogies d'origine qui ne pouvaient rouler qu'à 120 km/h.

## Sous-séries
Les sous-séries suivantes dérivent de la série 8000 :
- 10 A12tv-12000, 50 71 11-78 001 à 010, ex-AA 8000 transformées entre novembre 1990 et mars 1991, aménagement séquentiel 2+2 en 2 salles distinctes, bogies GC-3, 160 km/h ; 3 en service en 2009.
- 3 > 2 A10-12000, 50 71 10-08 001 à 003, ex-AA 8045/61/65, 10 compartiments de 6 places, non climatisées, transformées en 1987 au TCR de Malaga,
- 50 A10x-12100 (12101 à 151), 50 71 10-08 001 à 119 , ex-AA 8000 (exception : la A10-12001 qui devient la A10x-12101), 10 compartiments de 6 places, climatisées, transformées de mai 1988 à février 1990 ; 6 voitures seront vendues à l'Argentine en 1994.
- 43 B12-12200 (12201 à 1243), 50 71 22-08 ..., ex-BB 8500, 12 compartiments de 8 places, non climatisées, transformées en 1987 et 1988 ; retrait du service entre avril 1993 et janvier 1994.
- 80 B12x-12300 (12301 à 12380), 50 71 22-08 ..., ex-BB 8500, 12 compartiments de 8 places, climatisées, transformées de mai 1988 à novembre 1990.
- 15 D12-12400 (12401 à 12415), fourgons ex-DD 8100 transformés en 1992 au TCR Málaga ; livrées verte, puis Estrella, puis rouge de la BA Paquetería,
- 3 Bc10-12600 (12601 à 12603), 50 71 50-08 ..., voitures-couchettes à 10 compartiments de 6 couchettes, ex-BBL 8100 transformées en 1987.
- 65 Bc10x-12600 (12604 à 12668), 50 71 50-08 ... , voitures-couchettes à 10 compartiments de 6 couchettes, ex-BBL 8100 transformées entre septembre 1989 et décembre 1990 au TCR de Málaga.
- 15 Bc10xo-12750 (12751 à 12765), 50 71 50-08 ...,  voitures-couchettes ex-BBL 8100 préparées pour l'introduction de brancards par les fenêtres ; conçues pour les trains de pèlerinage vers Lourdes (même si elles n'ont finalement jamais été utilisées à cette fin) .
- 10 BR6x-12800 (12801 a 12810)  , mixtes cafétéria, ex-BB 8500, 6 compartiments de 8 places, type 120, transformées de juin à septembre 1989.
- 5 AR5x-12850 (12851 a 12855) , mixtes 1re cafétéria, ex-AA 8000, 5 compartiments de 6 places, type 120, transformées en 1989 au TCR de Málaga.
- 8 R12-12900, 50 71 88-08 901 à 908, voitures-restaurant de 52 places en tables de 4, ex-BB 8500 transformées en 1991, type 120 ; vendues à l'Iran en 1998 et 2000.

La sous-série 12950 dérive d'anciennes voitures-restaurant de la CIWL :
- 5 R12-12.950 50 71 88-78 051 à 055  ; voitures ex-CIWL construites par Entreprises Industrielles Charentaises Aytré (La Rochelle) en 1928 ; transférées en Espagne entre 1941 et 1942 puis réformées ; restaurées par la Renfe en 1991-1992 avec bogies GC-3 aptes aux 160 km/h.

La série est préservée en état de marche avec livrée CIWL par le Musée National Ferroviaire. 

## Opérateurs militaires
- Espagne Série 12100[1], utilisé comme véhicule de transport de troupes généralement en convoi (transport).